# Грч (филм)
„Грч”  (словен. Krč) је југословенски и словеначки филм први пут приказан 29. јула 1979. године. Режирао га је Божо Спрајц а сценарио је написао Жељко Козинц

## Улоге
| Глумац          | Улога  |
| --------------- | ------ |
| Теја Глажар     |        |
| Милена Зупанчић |        |
| Борис Каваца    |        |
| Иво Бан         | Матевж |